# Gzip
gzip (скорочення від GNU zip) — утиліта стиснення і відновлення (декомпресії) файлів, що використовує алгоритм Deflate. Використовується в основному в UNIX-системах, у ряді яких є стандартом де-факто для стиснення даних. 

## Історія
Була створена Жан-Лу Гаї (Jean-Loup Gailly) і Марком Адлером (Mark Adler). Версія 0.1 була вперше випущена 31 жовтня 1992, а версія 1.0 — в лютому 1993.

Схема роботи з архівом .tar.gz з кількома файлами

## Основні характеристики
Відповідно до традицій UNIX-програмування, gzip виконує тільки одну функцію: стиснення і розпаковування одного файлу, вона не вміє упаковувати декілька файлів в один архів. При стисненні до оригінального розширення файлу додається суфікс .gz. Для упакування кількох файлів зазвичай їх спочатку архівують в один файл утилітою tar, а потім цей файл стискають gzip. Таким чином, стиснуті архіви зазвичай мають подвійне розширення .tar.gz.
З іншого боку, вказана особливість дає gzip можливість працювати з безперервним потоком даних, стискаючи/розпаковуючи дані «на льоту». Ця можливість широко застосовується в UNIX-системах: за допомогою перенаправлення потоків можна працювати з упакованими файлами так само легко, як і з розпакованими (розпаковувавши їх в пам'яті при читанні і упаковувавши при записі); багато UNIX-утиліт мають вбудовану підтримку цього механізму. Останнім часом gzip активно застосовується для стиснення Інтернет-трафіку. Зараз gzip підтримується більшістю сучасних браузерів. Завдяки повсюдному впровадженню скриптової мови програмування php, кількість сайтів з підтримкою gzip постійно збільшується.
Існують також версії утиліти gzip з ліцензією BSD. Для версії OpenBSD використовувана утиліта compress з доданим алгоритмом Deflate. Літера «g» у OpenBSD gzip означає «gratis» (вільний, безплатний). Операційні системи NetBSD, FreeBSD, DragonFly BSD використовують gzip, написаний Меттью Р. Гріном для NetBSD. Ця версія також ліцензована за умовами ліцензії BSD та використовує вільну бібліотеку zlib.

## Дивись також
- bzip2
- zip
- zlib